# Syn n°1
Syn n°1 est un village du département et la commune rurale de Ouarkoye, situé dans la province du Mouhoun et la région de la Boucle du Mouhoun au Burkina Faso.

## Géographie

### Démographie
- En 2003, le village comptait 253 habitants estimés[2].
- En 2006, le village comptait 305 habitants recensés[1].